# Gaby Espino
María Gabriela Espino Rugero (Caracas, Venezuela, 15 de noviembre de 1977) es una actriz y presentadora venezolana.

## Carrera
Inicialmente deseaba estudiar veterinaria, medicina u odontología pero finalmente inició estudios de publicidad en Caracas; carrera que no terminó ya que cuando comenzó con 18 años (1995) ganó audición para ser Dalina en el programa infantil Nubeluz. Por ello, estudió actuación en la Escuela Luz Columba de Caracas durante dos años y posteriormente trabajó en telenovelas juveniles A todo corazón (1997) y Así es la vida.
En 1999, su familia se mudó a Miami y estando allí audicionó para telenovela Enamorada la cual protagonizó junto al cubano Rene Lavan. Por esta telenovela elegida como «Rostro Femenino del Año» por Asociación de Cronistas Latinos de Espectáculos de Nueva York (ACE). En 2001, Espino recibió ofertas para actuar en México y Perú pero decidió volver a Venezuela para trabajar en dos telenovelas de Leonardo Padrón, Amantes de luna llena (2000) y Guerra de Mujeres de Mónica Montañés (2001). Por Amantes de luna llena ganó Gran Águila de Venezuela como actriz juvenil de 2001 y por Guerra de mujeres recibió el Mara de oro, el Tamanaco de oro y el Cacique de oro.
Posteriormente trabajó en Las González (2002) y en 2003 volvió a Miami para realizar primer papel antagónico como villana principal de la telenovela Rebeca. En 2004 realizó la telenovela Luna, la heredera en Colombia junto al actor peruano Christian Meier.
En 2006 actuó en telenovela mexicana Mundo de fieras.
En 2007 Espino trabajó en Sin vergüenza.
En 2008 hizo breve participación en telenovela El rostro de Analía en la que hizo papel de Mariana Montiel.
En 2009 trabajó en Más sabe el diablo, producida por Telemundo que protagonizó junto a Jencarlos Canela. Además, logró obtener premio como mejor actriz del año de la cadena Telemundo.
En 2011 en Colombia protagonizó telenovela Ojo por ojo junto a Miguel Varoni.
En 2012 conductora de reality show para Telemundo titulado Yo me llamo.
En 2013 protagonizó telenovela Santa diabla junto a Aarón Díaz y Carlos Ponce.
El 30 de abril elegida para presentar junto a Pedro Fernández Premios Billboard de la música latina transmitido por la cadena Telemundo.

### Modelaje
Modelo publicitaria en diversos países de América Latina para productos de consumo masivo como:  Pepsi, Gatorade, Nestlé, Didijeans, Kandu, Pantene, Movistar, lentes de sol Alphi, trajes de Baño Fiz y diversas golosinas. 
Una de las Chica Polar para la cerveza venezolana del mismo nombre. 
Durante los disturbios y manifestaciones que sacudieron a Venezuela durante la primera década del siglo XXI, la popularidad de Espino en el país se puso de manifiesto mediante una de las consignas utilizadas por los grupos opositores a Hugo Chávez, las cuales decían "¡Viva la cerveza! ¡Viva Gaby Espino!".

### Cine
En 2005 incursionó en el cine con La mujer de mi hermano, película del peruano Ricardo de Montreuil y producida por el venezolano Stan Jakubowicz, basada en el libro de Jaime Bayly y en 2006, trabajó en Elipsis, del venezolano Eduardo Arias-Nath.
Desde los principios de noviembre de 2016, en Alméria en España, Gaby Espino está rodando la película Jesús de Nazareth de Rafa Lara y producida por José Manuel Brandariz donde incarna María Magdalena al lado de Julián Gil qué está protagonizando a Jesús.

## Vida personal
Es la mayor de cinco hermanos. Sus padres se divorciaron cuando aún era niña. Tiene una hermana por parte de su padre y de su madre, Andreína, dos hermanos por parte de su padre, Gustavo y Mariano, y una hermana por parte de su madre, Nelly. Su infancia transcurrió en diversos lugares, como son Brasil, Puerto Ordaz, Maracay y Caracas.
Espino contrajo matrimonio civil el 26 de mayo de 2007 con el también actor Cristóbal Lander.[cita requerida] La boda eclesiástica se realizó el 13 de junio de 2007, en Caracas en la Iglesia Guadalupe de las Mercedes. Los padrinos de la boda fueron Juan Carlos García, Guillermo Pérez, José Leonardo Brito, David Díaz, Yerlin Host y las hermanas de Espino, Andreína y Nelly.
En julio de 2008, Gaby dio a luz a su primera hija, Oriana Lander Espino, quien nació en la ciudad de Caracas.
En 24 de marzo de 2011, oficializó el divorcio de Cristóbal Lander en un tribunal de menores de la ciudad de Caracas, Venezuela.
El 8 de septiembre de 2011, a través de una twitcam vista por más de 10 mil personas confirmó su relación con Jencarlos Canela. Además la pareja contó que esperaban su primer hijo como pareja.
El 12 de febrero de 2012, nació Nickolas Canela Espino. El 26 de agosto de 2014 mediante un comunicado la pareja anunció su separación de mutuo acuerdo.

## Filmografía
| Año       | Título                    | Personaje                                             |
| --------- | ------------------------- | ----------------------------------------------------- |
| 1997-1998 | A todo corazón            | Natalia Aristiguieta                                  |
| 1998-1999 | Así es la vida            | Gabriela                                              |
| 1999      | Enamorada                 | Ivana Robles                                          |
| 2000-2001 | Amantes de luna llena     | Abril Cárdenas                                        |
| 2001-2002 | Guerra de mujeres         | Yubirí Gamboa                                         |
| 2002      | Las González              | Alelí Mora González                                   |
| 2003      | Rebeca                    | Princesa Izaguirre de Montalbán                       |
| 2004      | Luna, la heredera         | Luna Mendoza                                          |
| 2005-2006 | Se solicita príncipe azul | María Carlota Rivas Palmieri                          |
| 2006      | Mundo de fieras           | María Ángela Cruz                                     |
| 2007      | Sin vergüenza             | Renata Sepúlveda                                      |
| 2008-2009 | El rostro de Analía       | Mariana de Montiel / Ana Lucía "Analía" Moncada       |
| 2009-2010 | Más sabe el diablo        | Manuela Dávila                                        |
| 2010-2011 | Ojo por ojo               | Alina Jericó de Monsalve                              |
| 2013-2014 | Santa diabla              | Santa Martínez Vda. de Delgado / Amanda Brown de Cano |
| 2016-2018 | Señora Acero, La Coyote   | Indira Cárdenas/ de Araujo                            |
| 2019      | Jugar con fuego           | Camila Peláez de Miller                               |
| 2019      | Betty en NY               | Ella misma                                            |
| 2021      | La suerte de Loli         | Paulina Castro de Contreras                           |
| 2022      | El Rey Vicente Fernández  | Verónica Landín                                       |
| 2023      | Cómo sobrevivir soltero   | Presentadora de un reality                            |
| 2024      | El juego de las llaves    | Olivia                                                |
| 2024      | Ahora que no estás        | Paloma Sáez                                           |

| Año            | Título                                | Personaje    |
| -------------- | ------------------------------------- | ------------ |
| 1996           | Nubeluz                               | Animadora    |
| 1996-2002      | Lo último                             | Presentadora |
| 2012           | Yo me llamo USA                       | Conductora   |
| 2012-2013-2014 | Premios Tu Mundo                      | Presentadora |
| 2014           | Buscando mi ritmo                     | Conductora   |
| 2015           | Premios Billboard de la música latina | Presentadora |
| 2017-2018      | TalenPro                              | Presentadora |
| 2019           | MasterChef Latino                     | Presentadora |
| 2019           | Miss Universo 2019                    | Jurado       |

| Año  | Título                              | Personajes                          |
| ---- | ----------------------------------- | ----------------------------------- |
| 2005 | La mujer de mi hermano              | Laura                               |
| 2006 | Elipsis                             | Leonora Duque                       |
| 2009 | Más Sabe el Diablo, El Primer Golpe | Manuela Davila (Actuación Especial) |
| 2015 | Lusers                              | Angie                               |
| 2015 | Desaparecer (película)              |                                     |
| 2018 | ¡He matado a mi marido!             | Viviana                             |
| 2019 | Jesús de Nazareth                   | María Magdalena                     |
| 2021 | No es lo que parece                 | Adriana                             |
| 2022 | Cuarentones                         | Naomi                               |

## Premios y nominaciones
| Año  | Premio                    | Categoría                             | Trabajos nominados | Resultados |
| ---- | ------------------------- | ------------------------------------- | ------------------ | ---------- |
| 2012 | Premios Tu Mundo          | #Élmássocial                          | Gaby Espino        | Ganadora   |
| 2013 | Premios Tu Mundo          | I’m Sexy and I Know It                | Gaby Espino        | Ganadora   |
| 2013 | Premios Tu Mundo          | Premio favorito de la noche           | Gaby Espino        | Ganadora   |
| 2013 | Premios People en Español | Mejor actriz                          | Santa diabla       | Nominada   |
| 2013 | Premios People en Español | Pareja del año (con Aarón Díaz)       | Santa diabla       | Nominada   |
| 2014 | Miami Life Award          | Mejor actriz principal                | Santa diabla       | Nominada   |
| 2014 | Premios Tu Mundo          | Protagonista favorita                 | Santa diabla       | Ganadora   |
| 2014 | Premios Tu Mundo          | La pareja perfecta (con Aarón Díaz)   | Santa diabla       | Nominada   |
| 2014 | Premios Tu Mundo          | La pareja perfecta (con Carlos Ponce) | Santa diabla       | Ganadora   |
| 2014 | Premios Tu Mundo          | #FanClub Del año (#Espinelas)         | Gaby Espino        | Ganadora   |